# Danimarca ai XVII Giochi olimpici invernali
La Danimarca partecipò ai XVII Giochi olimpici invernali, svoltisi a Lillehammer, Norvegia, dal 12 al 27 febbraio 1994, con una delegazione di 4 atleti impegnati in tre discipline.